# Monte Tsajvoa
El monte Tsajvoa (del ruso: Цахвоа) es una montaña del Cáucaso Occidental, en la cordillera Gertsen, en el territorio del krai de Krasnodar de Rusia. Es el punto más alto del krai. Su cima se encuentra a 3 346 m s. n. m.
Por sus laderas descienden los ríos Málaya Labá, Tsajvoa y Bezymianka. En su vertiente norte se encuentra uno de los glaciares más grandes del krai de Krasnodar, de unos 2.5 kilómetros cuadrados de superficie.
El monte es uno de los más bellos del Cáucaso y es popular entre los turistas y escaladores.